# Gapuwiyak
Gapuwiyak – miejscowość wspólnoty aborygeńskiej, położona przy jeziorze Evella (Lake Evella), na obszarze Terytorium Północnego w Australii.